# Sarenput I
| zA | r · n | w | p · t |

| zA | r · n | w | p · t |

Sarenput I, hijo de Sat-seni, fue un nomarca de Asuán y gobernador de Kush durante el reinado de Sesostris I. Dirigió la política de gobierno de su soberano según anuncia en la biografía que dejó en su tumba. El faraón Sarenput le dio el título de Príncipe de Abu, como a otros gobernadores de la región. Una de sus estatuas, descubierta en Kerma, afirma que comenzó la construcción de la fortaleza de Buhen.
En el año 18 del reinado de Sesostris I tuvo lugar la primera campaña militar en el país de Reino de Kush. Debido a ella, el faraón en persona se acercó a la fortaleza de Buhen, que señalaba la frontera sur de Egipto. En Asuán, Sarenput ha dejado el relato de la marcha de la expedición y las recompensas recibidas por el paso de la flota por la primera catarata.
Su biografía figura en su tumba de Qubbet el-Hawa de Asuan, por dos veces: una inscripción en el frente de la puerta de entrada, otra casi idéntica en el interior.